# Séptima (estrofa)
Séptima
La séptima es una estrofa de siete versos de arte mayor en la que nunca riman más de dos versos seguidos.

(-)   Yo siento ahora que en mi ser se agita 

(A)   grandiosa inspiración, cual fuego hirviente 

(-)   que se resuelve en el profundo seno 

(A)   de combusto volcán, y rudamente 

(B)   a las rocas conmueve. Se levanta 

(-)   y se eleva mi ardiente fantasía 

(B)   en alas de lo ideal y mi voz canta. 

Rubén Darío

En la literatura española, el esquema suele ser ABABBCC, que fue utilizado por San Juan de la Cruz en sus Coplas hechas sobre un éxtasis de harta contemplación:
(A)Yo no supe dónde estaba,
(B)pero, cuando allí me vi,
(A)sin saber dónde me estaba,
(B)grandes cosas entendí;
(B)no diré lo que sentí,
(C)que me quedé no sabiendo,
(C)toda ciencia trascendiendo.
En la literatura inglesa, la séptima recibe el nombre "rhyme royal" y es una de las estrofas más frecuentes. Presenta la rima ABABBCC:
(A)  O Love, this morn when the sweet nightingale        

(B)  Had so long finished all he had to say,             

(A)  That thou hadst slept, and sleep had told his tale; 

(B)  And midst a peaceful dream had stolen away          

(B)  In fragrant dawning of the first of May,            

(C)  Didst thou see aught? didst thou hear voices sing   

(C)  Ere to the risen sun the bells ’gan ring?           

(William Morris,the Earthly Paradise,May) 